# زمین‌لرزه ۲۰۰۷ سوماترا
زمین‌لرزه سوماترا  در تاریخ ۶ مارس ۲۰۰۷ میلادی، برابر با ‎۱۵ اسفند ۱۳۸۵، ساعت ۳:۴۹:۳۸ به زمان یوتی‌سی در اندونزی ، منطقه سوماترا رخ داد. ژرفای این زلزله ۱۹٫۳ کیلومتر بود، و بزرگی آن ۶٫۴ در مقیاس Mw اعلام شده‌است. زمین‌لرزه به وقت محلی در روز سه‌شنبه، ساعت ۱۰ روی داده و منطقه زمانی آن یوتی‌سی +۷ بوده‌است .
سازمان زمین‌شناسی آمریکا نیز رومرکز این زمین‌لرزه را در مختصات ۰°۲۹′۳۵″جنوبی ۱۰۰°۲۹′۵۳″شرقی / ۰٫۴۹۳°جنوبی ۱۰۰٫۴۹۸°شرقی و ژرفای آنرا در ۱۹ کیلومتر گزارش کرده‌است. بزرگی برگزیدهٔ این سازمان از میان بزرگیهای محاسبه‌شدهٔ مختلف ۶٫۴ در مقیاس Mw بوده و از دید اثر، در میان چهار دسته‌بندی «نامحسوس»، «محسوس»، «زیان‌آور» یا «با تلفات»، زلزله را «با تلفات» اعلام کرده‌است.
پروژهٔ «تنسور گشتاور مرکزوار» زاویه‌های (راستا، شیب، ریک) گسل سازندهٔ زمین‌لرزه و صفحه عمود بر آنرا (°۱۵۰، °۸۴، °۱۷۷-) یا (°۶۰، °۸۷، °۶-) و نوع گسل را «امتدادلغز» فرارسانده‌است.
شمار کشتگان زلزله حدود ۶۷ نفر بوده‌است.تعداد زخمیان ۸۲۶ نفر برآورده شده‌است.